# Obsessed (película de 2002)
Obsessed es una película estrenada en 2002, protagonizada por Jenna Elfman, Sam Robards y Kate Burton y dirigida por John Badham.

## Sinopsis
En una celda de la cárcel de Chicago, la inteligente y encantadora Ellena Roberts cuenta a la abogada Sara Miller los detalles de una aventura de una noche que dio lugar a una ardiente relación amorosa con el destacado cirujano David Stillman. La versión de David de los hechos difiere por completo de la de Ellena y él insiste en que nunca se acostó con ella. Claro que el médico es el que está mintiendo, Sara se prepara para defender a su cliente en el tribunal cuando surgen algunos hechos inquietantes.